# دانشگاه تراکیه
دانشگاه تراکیه (به ترکی استانبولی: Trakya University) یک دانشگاه دولتی و ناشر دسترسی آزاد در ترکیه است که در ادرنه واقع شده‌است.